# Orthobelus verrucosus
Orthobelus verrucosus är en insektsart som beskrevs av Ramos 1979. Orthobelus verrucosus ingår i släktet Orthobelus och familjen hornstritar. Inga underarter finns listade i Catalogue of Life.